# International Wine and Food Society

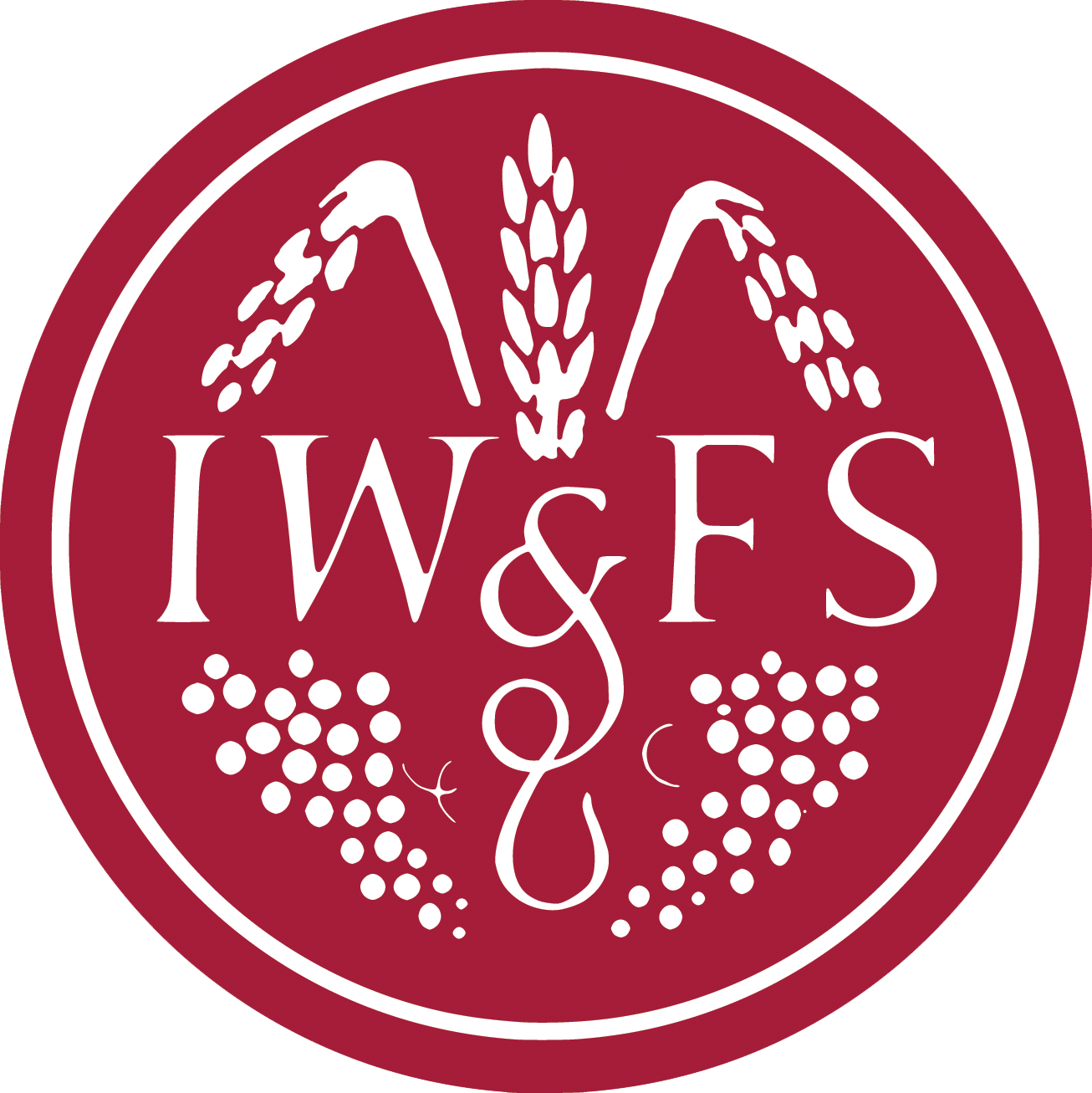
Logo de l'International Wine & Food Society

La International Wine & Food Society (anciennement Wine and Food Society) est une organisation gastronomique à but non lucratif fondée en 1933 par André-Louis Simon et A.J.A. Symons,. La mission que se donne cette organisation est « la promotion d'une large connaissance et compréhension du vin et de la gastronomie, le renforcement de leur appréciation et le développement de la camaraderie parmi ceux qui partagent les plaisirs de la table ». Avec des publications et par l'ouverture d'agences en Europe, en Amérique du Nord, en Afrique, en Australie et en Asie, ses membres organisent toute une série d'événements tout au long de l'année, notamment des dîners, des dégustations de vins et des cours de dégustation gastronomique. En 2015, il y avait plus de 130 succursales et plus de 6 500 membres dans le monde.